# Apprêt (textile)
Pour les articles homonymes, voir Apprêt.
L'apprêt ou finition, dans l'industrie textile, correspond aux différents traitements de finition qui permettent de donner au produit son aspect final. Il s'insère dans les étapes d'ennoblissement et consiste en la modification des matériaux (cuir, étoffe, toile, tresse…) par le biais d'une action chimique, telle qu'une teinture, un mercerisage, ou d'une action mécanique telle que le sanforisage, le feutrage.
Elle ne doit pas être confondue avec l'apprêt de la soie qui est une opération constituante du filage et du moulinage de la soie.
Cinq grandes spécialités sont présentes :
- la teinture pour colorer le textile ;
- l'impression pour l'apposition localisée de motifs colorés ;
- les apprêts chimiques ;
- les apprêts mécaniques ;
- l'enduction.

## Principe
Dans l'industrie textile, le tissu qui sort des métiers à tisser peut contenir des impuretés ou ne pas répondre aux exigences du produit final. Afin d'améliorer ses caractéristiques comme rigidité, résistance, toucher, esthétique, etc., le tissus passe une série de processus de traitement par voie humide - nommé apprêt chimique - et mécanique - nommé apprêt mécanique. L'apprêt concerne les étapes se déroulant en fin de production à l'exception des teinture et blanchiment qui peuvent se produire en amont, sur le fil ou la fibre avant tissage.

## Apprêts chimiques
Les types d'application sont multiples : par foulardage, pulvérisation, enduction…
Les caractéristiques ainsi changées peuvent être : bactériostatisme, ignifugation, oléofugation, anti-statisme, anti-tache, étanchéité, ou encore de type organoleptique comme modification du toucher, de la masse,  mais on peut également apporter une certaine stabilité dimensionnelle, etc.

### Principaux procédés
- Le Désencollage (en) permet, à l'aide d'un agent chimique, de dégrader les composants du matériau afin d'en modifier les dimensions. Le désencollage enzymatique permet par exemple de dégrader l'amidon du tissu[2].

- Le Décapage (textile) (en) est un processus de lavage chimique qui élimine la cire naturelle, les impuretés fibreuses et toute huile, souillure ou saleté. Cette étape provoque un jaunissement des fibres et nécessite l'opération de blanchiment[2].
- Le blanchiment élimine la coloration naturelle, les traces d'impuretés et le jaunissement provoqué par le décapage. Si le tissu doit être teint en sombre, un blanchiment de faible degré est nécessaire. Dans le cas de draps blancs ou d'applications médicales, le blanchiment le plus élevé est effectué[2].
- La mercerisation peut s'effectuer sur le produit tissé à l'aide d'une solution de soude caustique afin de provoquer le gonflement des fibres. Cette étape améliore l'éclat du produit, sa résistance et réduit les risques de déteinte[2].
- La teinture permet d'imprégner le textile à l'aide d'un colorant direct anionique. D'autres colorants et réactifs sont également utilisés durant cette étape afin d'offrir une meilleure solidité au lavage[2].

## Apprêts mécaniques
Un apprêt mécanique dans l'industrie textile consiste en la modification (ennoblissement) des fibres textiles par le biais d’une action mécanique ou thermique, telle que lainage, tondage, flambage, ramage, sanforisage, etc.)
Les caractéristiques ainsi changées peuvent être : molletonnée, veloutée, glaçage, froissage, gaufrage, etc.)

### Principaux procédés
- Le Flambage (textile) (en) consiste à brûler les fibres superficielles du textile afin d'obtenir une surface lisse. On l'applique généralement aux tissus en coton afin de supprimer la partie duveteuse. Dans une machine à flamber, les tissus sont exposés à des flammes directes. Cette étape est également appelée gazage[3].
- L'impression textile consiste à appliquer un motif prédéterminé sur le textile.

## Sites de production
- Bourgoin-Jallieu (Isère) et sa région : La première manufacture de toiles peintes Perregaux - Poutalès s'implante à Jallieu en 1787 dans la mouvance de la Fabrique lyonnaise de soierie. À partir de là, ce secteur du nord de l'Isère va devenir progressivement un pôle d'excellence dans le domaine de l'ennoblissement textile (apprêts, teinture, impression à la planche, à la plaque et au cylindre de cuivre, au cadre plat et au pochoir rotatif). Les plus grands noms de la haute couture feront appel au savoir-faire des entreprises berjalliennes pour imprimer leurs soieries.
- Tarare (Rhône), usine "La Turline" traitements de tissus.